# Tjojbalsan nisech buudal
Tjojbalsan nisech buudal (ryska: Международный аэропорт Чойбалсан, mongoliska: Чойбалсан нисэх буудал) är en flygplats i Mongoliet.   Den ligger i provinsen Dornod, i den östra delen av landet, 600 km öster om huvudstaden Ulaanbaatar. Tjojbalsan nisech buudal ligger 741 meter över havet.
Terrängen runt Tjojbalsan nisech buudal är platt.  Trakten runt Tjojbalsan nisech buudal är nära nog obefolkad, med mindre än två invånare per kvadratkilometer. Närmaste större samhälle är Choibalsan, 10,9 km sydväst om Tjojbalsan nisech buudal. Trakten runt Tjojbalsan nisech buudal består i huvudsak av gräsmarker.